# اتحادیه متخصصان ورزش‌های رزمی ایران

مجمع عمومی فدراسیون بین‌المللی ساواته؛ سپتامبر ۲۰۰۸، علی حق‌شناس و ژیل لودوگو.

تیم اتحادیه متخصصان رزمی ایران در مسابقات جهانی کیک بوکسینگ؛ اسپانیا - ۲۰۰۸.

اتحادیه متخصصان ورزش‌های رزمی ایران، دومین فدراسیون غیردولتی (غیرانتفاعی) ورزش ایران است که در سال ۱۳۸۳ تأسیس گردیده‌است. این اتحادیه نهادی مدنی، ناسودبر، مستقل و ورزشی است که در زمینهٔ برگزاری دوره‌های مختلف مربی‌گری و داوری - برگزاری مسابقات داخلی و بین‌المللی- اعزام تیم‌های منتخب به رقابت‌های برون مرزی - راه‌اندازی و تحت پوشش قراردادن سبک‌های مختلف هنرهای رزمی و انتشار کتب و نشریات ورزش‌های رزمی فعالیت می‌کند.
بنیان‌گذار و مدیر اتحادیه متخصصان، سیدعلی حق‌شناس از قهرمانان ملی
و مربیان باسابقه
در رشته‌های تکواندو و سبک‌های آزاد رزمی و کاپیتان اسبق تیم ملی فول‌کنتاکت ایران است.
وی تعداد قابل ملاحظه‌ای مربی و داور رسمی در سراسر ایران تربیت کرده‌است.
حمیدرضا توکل‌شعار (قائم‌مقام)، سمیه شوریه (نائب‌رئیس بانوان)، مهران خلیلی (دبیرکل)، جواد مشیری (معاون اجرائی)، احمدرضا مروی (معاون حقوقی)، سیداحسان پیرایش (بازرس) و داریوش ستاری (رئیس شاخهٔ جوانان) عهده‌دار مسئولیت‌های دیگر در این سازمان غیردولتی هستند.
نخستین مجمع عمومی این سازمان آبان ۱۳۸۳ برگزار شد. در دومین مجمع عمومی در مهر ۱۳۸۷ و مجامع بعدی حق‌شناس با کسب بیشترین آراء به ریاست اتحادیه انتخاب گردید.

اتحادیه متخصصان ورزش‌های رزمی ایران، عضو مؤسس جمعیت سازمان‌های غیردولتی ورزش ایران و هم‌چنین اتحادیهٔ فدراسیون‌های غیردولتی (غیرانتفاعی) ورزش ایران است.
این اتحادیه با سازمان تربیت بدنی در دورهٔ محمود احمدی‌نژاد دارای اختلافات جدی بوده‌است.

## فعالیت‌ها
اتحادیه متخصصان ورزش‌های رزمی ایران در قالب چندین معاونت در رشته‌های گوناگون رزمی فعال است.
برگزاری مسابقات و دوره‌های مختلف فنی از اَهم فعالیت‌های این اتحادیهٔ صنفی است.
از اعزام‌های برون مرزی اتحادیه متخصصان رزمی می‌توان به حضور تیم ایران در مسابقات بین‌المللی کیک بوکسینگ در اسپانیا و نخستین اعزام تیم ملی ساواته ایران به مسابقات جهانی فرانسه در سال ۲۰۰۸ اشاره کرد.

## نامه به وزیر ورزش و انتقاد از به‌کارگیری ورزش‌های رزمی در سرکوب مردم
سیدعلی حق‌شناس رئیس اتحادیه متخصصان ورزش‌های رزمی در نامه‌ای به سید حمید سجادی وزیر وقت ورزش و جوانان در ۱۴۰۱/۰۷/۲۳، از سخنان وی درخصوص استفاده از ورزش‌های رزمی جهت سرکوب اعتراضات سراسری ۱۴۰۱ ایران، انتقاد کرد.
در این نامه آمده‌است:
«...
1. همکاری اساتید و مربیان هنرهای رزمی با نهادهای نظامی دیرزمانی است که در سراسر دنیا و من‌جمله کشورمان مرسوم بوده و هدف از آن، آمادگی هر چه بیش‌تر نظامیان برای دفاع از میهن در برابر دشمن خارجی است که از این منظر مقبول و مشروع است.
2. اما اگر مقصودتان از این همکاری، اِعمال خشونت در برابر هم‌وطنان و شهروندان عادی که برای اعتراض به خیابان آمده‌اند، می‌باشد که ظاهراً چنین است، بسی جای تأسف است که از هنرهای رزمی برای رفتارهایی که تصاویر آن این روزها آبروی ایران را در جهان برده‌است، استفادهٔ ابزاری گردد.

۳. امید است جناب‌عالی که خود روزگاری ورزش‌کار ملی بوده‌اید، حریم و حرمت ورزش به ویژه قداست ورزش‌های رزمی را نگه دارید و آن را به حوزه‌های دیگر پیوند ندهید و اظهارنظرهای خاص دربارهٔ آن را به اهل فنش واگذار نمایید.»
حق‌شناس در این نامه از انتصاب سید محمد پولادگر به سمت معاونت توسعهٔ ورزش قهرمانی و حرفه‌ای وزارت ورزش، به‌عنوان «فردی فاقد صلاحیت فنی و دارای حواشی متعدد قضائی و مالی و …» انتقاد کرد و راجع به گفته‌های او دربارهٔ دعوت از ورزشکاران برای حفظ وحدت ملی عنوان داشت:
«... لازم است این گونه اظهارنظرها را به اشخاصی در زیرمجموعهٔ خود واگذار نمایید که از مقبولیت و صلاحیت ورزشی و اجتماعی کافی و لازم برخوردار بوده تا در شرایط خاص فعلی، دعوت به وحدت ملی به سرخوردگی هرچه بیش‌تر ملی مُبدل نگردد.»

## فعالیت‌های علمی
تاکنون کتاب‌های علمی، مرجع و دانشگاهی مختلفی از سوی اتحادیه متخصصان ورزش‌های رزمی ایران در حوزهٔ مباحث تئوریک و نظری ورزش‌های رزمی منتشر شده‌است؛ تعدادی از این کُتب عبارتند از:
- دانشنامهٔ هنرهای رزمی: نخستین دایرةالمعارف ورزش‌های رزمی در ایران ؛ اثر علی حق‌شناس - رئیس اتحادیه؛ (چاپ اول ۱۳۹۵، چاپ پنجم ۱۴۰۲).[۴۸][۴۹]
- مکتب تاپ‌تکواندو - سبک آزاد تکواندوی جهان؛ اثر علی حق‌شناس - رئیس اتحادیه و بنیان‌گذار تاپ‌تکواندو؛ (چاپ اول ۱۳۹۹، چاپ سوم ۱۴۰۲).[۵۰][۵۱][۵۲]
- آسیب‌شناسی ورزش‌های رزمی: نخستین مرجع فارسی آسیب‌شناسی ورزش‌های رزمی؛ اثر علی حق‌شناس - رئیس اتحادیه؛ (چاپ اول ۱۴۰۱ - چاپ دوم ۱۴۰۲).[۵۳][۵۴]
- فیزیولوژی تکواندو: نخستین مرجع فیزیولوژی تکواندو در ایران؛ اثر علی حق‌شناس - رئیس اتحادیه؛ (چاپ اول ۱۴۰۱ - چاپ دوم ۱۴۰۲).[۵۵][۵۶]
- نقش مربی در تکواندو از پایه تا تیم‌های ملی، اثر علی حق‌شناس - رئیس اتحادیه؛ (۱۴۰۲).[۵۷][۵۸]
- فلسفۀ هنرهای رزمی مشرق زمین (اوکیناوا، ووشو، جودو و تکواندو)، اثر علی حق‌شناس - رئیس اتحادیه؛ (۱۴۰۲).[۵۹][۶۰]
- روش‌های دفاع شخصی در نزاع خیابانی، اثر علی حق‌شناس - رئیس اتحادیه؛ (۱۴۰۲).[۶۱][۶۲]
- اصول داوری پیشرفته در تکواندو، (کیوروگی، پارا، پومسه)، اثر علی حق‌شناس - رئیس اتحادیه؛ (۱۴۰۳). [۶۳]
- ساواته (بوکس فرانسوی) و اصول مبارزه در آن؛ اثر حمیدرضا توکل‌شعار - قائم‌مقام اتحادیه؛ (۱۳۹۱).[۶۴][۶۵]
- ورزش‌های رزمی و بنیان‌گذاران بزرگ آن، اثر حمیدرضا توکل‌شعار - قائم‌مقام اتحادیه؛ (چاپ اول ۱۳۹۴، چاپ دوم ۱۳۹۷).[۶۶][۶۷]
- دانشنامهٔ ساواته (بوکس فرانسوی): ورزشی با شش دهه پیشینه در ایران، اثر حمیدرضا توکل‌شعار - قائم‌مقام اتحادیه؛ (۱۳۹۴).[۶۸][۶۹]
- تانگ سو دو، کوک سول وان  و هاپکیدو، اثر مهران خلیلی - دبیرکل اتحادیه؛ (۱۴۰۱).[۷۰][۷۱]
- آموزش دفاع شخصی در نبرد تن‌به‌تن، اثر مهران خلیلی - دبیرکل اتحادیه؛ (۱۴۰۱).[۷۲][۷۳]
- شصت سال ساواته در ایران، اثر جواد مشیری - معاون اجرائی اتحادیه؛ (چاپ اول ۱۳۹۹، چاپ سوم ۱۴۰۲).[۷۴][۷۵]
- تاپ‌تکواندو، کیک‌بوکسینگ و موی‌تای، اثر جواد مشیری - معاون اجرائی اتحادیه؛ (۱۴۰۱ - چاپ دوم ۱۴۰۲).[۷۶][۷۷]
- فلسفۀ تکواندو، کاراته و کونگ‌فو، اثر جواد مشیری - معاون اجرائی اتحادیه؛ (۱۴۰۲).[۷۸][۷۹]